# Municipio de Union (condado de Auglaize)
El municipio de Union (en inglés: Union Township) es un municipio ubicado en el condado de Auglaize en el estado estadounidense de Ohio. En el año 2010 tenía una población de 1902 habitantes y una densidad poblacional de 20,47 personas por km².

## Geografía
El municipio de Union se encuentra ubicado en las coordenadas 40°36′1″N 84°3′3″O / 40.60028, -84.05083. Según la Oficina del Censo de los Estados Unidos, el municipio tiene una superficie total de 92.94 km², de la cual 92,92 km² corresponden a tierra firme y (0,02 %) 0,02 km² es agua.

## Demografía
Según el censo de 2010, había 1902 personas residiendo en el municipio de Union. La densidad de población era de 20,47 hab./km². De los 1902 habitantes, el municipio de Union estaba compuesto por el 98,63 % blancos, el 0,16 % eran afroamericanos, el 0,11 % eran amerindios, el 0,11 % eran asiáticos, el 0,42 % eran de otras razas y el 0,58 % eran de una mezcla de razas. Del total de la población el 1,05 % eran hispanos o latinos de cualquier raza.